# グレーマーケット
グレーマーケット（Gray market、類義語の並行輸入と時々混同される）は合法的な流通チャンネルを通じているが元の製造メーカーが意図していない商品の取引である。グレーマーケットの商品は元は製造メーカーか認定代理店によって販売されていた商品であるが再販業者と製造メーカーとの間で結ばれた契約条項の対象外である。米国連邦最高裁と欧州連合最高裁によればグレーマーケットの商品を買うのは違法ではないとされた。

## 用語の歴史
コンピューター、通信機器、テクノロジー機器などの製品を製造している製造メーカーは流通業者を通じてそれらの製品を頻繁に販売している。大半の流通契約では、流通業者は製品をエンドユーザー(消費者)に厳密に再販する必要があった。しかしながら、一部の流通業者は他の再販業者に製品を再販することを選択した。1980年代の後半に製造メーカーは再販された商品を「グレーマーケット」と呼んだ。
「グレーマーケット」の商品の購入には何の違法性も存在しない。実際に、米連邦最高裁はどこで製造または販売されていたかにかかわらず、米国でのグレーマーケット商品の再販売は合法であると支持した。EU最高裁は元々EU内部の製造メーカーによって販売された製品という条件ながらもEUにおいてのグレーマーケットの商品の再販は合法であると判決を下した。
消費者にそのような商品を購入することが違法になる恐れを消費者に浸透させ製造メーカーから直接買うようにしむけるために製造メーカーは「グレーマーケット」という用語を作った。
「グレーマーケット」という用語が選ばれたのは、盗難品や違法商品を売る古い用語「ブラックマーケット」に類似していたからである。

## 説明
グレーマーケットの商品は合法であり、生産企業とは関係がない存在によって流通網の外で販売され、商品が他の国よりも価格が大幅に高い国で並行輸入が頻繁に行われる 。一般的にはカメラなどの家電製品が輸入の対象となっている。企業家は小売店または卸売店で商品を安く入手し、合法的にターゲットとする市場に輸入する。その後、利益を得るためにより高い価格で販売するが通常価格よりも低く設定する。関税の税率減、国家基準の調和、製造メーカーがいつでも高度に異なる価格設定を維持できるように裁定取引の推進などの自由貿易を推進する国際的努力がおこなわれている。グレーマーケットの性質により、グレーマーケットの正確な売上数を追跡するのはかなり困難か不可能である。グレイマーケットの商品は多くが新品であるが、一部は中古品である。中古品の市場はしばしば「グリーンマーケット」と呼ばれている。
グレーマーケットには1.特定の国では通常入手できないか高価な輸入製品、2.公式市場で未だ取引されていない未発行証券と2種類存在する。時々ダークマーケットという用語は2008年の原油のような商品先物取引での秘密で無規制(技術的には合法)の取引を表すときに使われる 。合法ではあり、規制されておらず、石油生産者によって明確に許可または意図されていないのでこれは3種類目の「グレーマーケット」と考えられている
一方で処方薬や火器など法的に制限または禁止されている商品の輸入はブラックマーケットであると考えられており、輸入関税を逃れるために目的国へ商品を密輸することも同様である。関連する概念として、厳しく規制されている商品(特にアルコール飲料)の輸送または密輸することの行為「bootlegging」がある。「bootlegging」という用語は偽造または著作権侵害の商品の流通または生産に対しても使われる。
グレーマーケットはゲーム機と そのゲームの需要が一時超過により地元の認定サプライヤーの在庫切れが発生した時などに時々発達する。特にこのような状況はホリデーシーズン中に発生し、人形などの他の人気商品も影響を受ける。そのような状況でグレーマーケットの価格は希望小売価格よりもかなり高額になる可能性がある。eBayなどのオンラインオークションサイトはビデオゲームのグレイマーケットの出現に貢献した。

## 商品

### アーケードゲーム
特定のアーケードゲーム（同じゲーム内容で）は、「Carrier Air Wing / U.S.NAVY」「Mega Man / ロックマン」「Police 911 / ザ・警察官」など、さまざまな作品名（特に日本企業の作品）で販売されている。特定のアーケードゲーム（特に日本の作品）が初めて起動したとき、「ゲームは（国/地域）での販売と使用のみを目的としています」という警告メッセージが表示される。このメッセージはゲームがアイドル状態のときに時々表示されるが、これは90年代後半から現在までのゲームでコナミがリリースしたほとんどのゲームで表示される
ゲーム内容が同一であるにもかかわらずゲーム作品名が地域によって異なる理由の一つとして異なる国の商標の問題があり、特定のゲーム企業が母国で同じ商標を所有しているのに誰かが既に特定の国・地域において特定の商標を取得している場合である。

### 自動車
自動車メーカーは地域と価格によって異なっており、従って輸入車の需要が生まれる。
一部の輸入車は掘り出し物である一方で、一部の買い手は車両が地元の規制を満たしていないか、これらの車は新車ディーラーネットワークを通じて販売されたバージョンとは異なるためパーツとサービスの調達が難しいと気づく
また、離れた場所で購入した車両のサービス履歴や機械的な状態を保証することも問題になる。
多くの中古車はシンガポールや日本から来ており、英国、ロシア、ニュージーランドなど世界中で販売されている。日本とシンガポールにはいずれも古い車に対する厳しい法律が存在し、日本の路面テスト制度の「車検」では、安全上不要な車両システム全体の交換などでメンテナンス費用が高額になっていき、より古い車を低く評価し、低価格で入手できる新車の販売を促進する。これにより、運送費の後でさえ、これらのうまく走っている車は合理的な価格に見える。 日本には5年以上の車がほとんどない

新車の裁定取引は、特に米国の価格が中国などの国よりも低い場合には、米国でも問題となっている

コスト問題以外にも、グレーマーケットの車は公式に発売されたことのないモデルを消費者が入手できるようにする。1987年以前は、レンジ・ローバーとランボルギーニ・カウンタックは両車とも画期的なデザインであり、米国ではグレーの輸入車だった。グレーマーケットは、米国がこれらの自動車に対する大きな需要を有していたことをこれらの製造メーカーに明確に示し、現在の米国モデルの後継車は依然として人気がある。 何年も後、日産も古いスカイラインを何人も輸入していたのを見て同様に北米でGT-Rを販売することにした。メルセデス・ベンツはグレーマーケットが提供した米国の消費者需要へのシグナルの受益者でもあったが、ワシントンでのロビー活動により1988年に米国でのグレーマーケットを事実上終了させることに成功した
英国では、一部の日本市場モデルは、その性能、新規性またはステータスのために、イギリスで高い価格となる。 人気のあるタイプには、オフロード車、乗用車、マツダ・ロードスターのような手頃な価格のスポーツカー、スバル・インプレッサや三菱・ランサーエボリューションのようなラリーホモロゲーションベースの超高性能スポーツカー、 軽自動車、日産フィガロのような日本市場のデザイナー車の限定版が存在する。
日本では、自動車の分類や排出規制の厳格化や消費者需要の不足により、一部の国際モデルや一部の地域モデルは日本国内市場で販売されていない。グレーマーケットの輸入者は、これらのモデルの一部を日本に輸入しようとしているが、他の国と異なり、制限がないため許可されている。日本のグレー輸入車の中には、日本で公式に販売されていないトヨタ・タンドラ、日産・フロンティア、スバル・ブラットなどのピックアップトラックがある。

### 放送
テレビおよびラジオ放送では、衛星ラジオおよび衛星テレビ配信に関して主にグレーマーケットが存在する。 最も一般的なのは市場での使用を認可されていないプロバイダの機器およびサービスを再販する企業である。例えば、カナダで利用できないアメリカのテレビやラジオのサービスを利用したいカナダの消費者は、ディッシュ・ネットワークやディレクTVのグレーマーケット再販業者に近づくかもしれない。米国においてもベルテレビやショーダイレクトなどのカナダの衛星サービスのグレーマーケットが存在する。
ヨーロッパでは、一部の衛星テレビサービスは映画、スポーツイベント、米国のエンターテインメント番組をコンテンツサプライヤーから特定の国または国々に限り放送が許可されているため、放送は暗号化されておりイギリスおよびアイルランドの住民のみが「Sky Digital(スカイデジタル)」に加入して視聴することができる。スペインなどの英国籍の移住者が数多く存在する他のヨーロッパ諸国では、スカイはグレーマーケットを通じて広く利用されている。スカイはイギリスやアイルランド以外の国で視聴カードの使用をやめさせようとし、無効にする技術を持っているが、多くの人々が引き続きカードを使用している。
英国からアイルランドへの「フリー・ツー・ビュー」スカイカードの並行輸入は、アイルランドのスカイの顧客が、商標やその他のライセンス問題のために、アイルランドでは一般にスカイを経由して受信できないチャンネル5およびその他のチャンネルを視聴できるようにするために行われる。逆にアイルランドの地上波チャンネルを視聴できるスカイビューカードはイギリスに輸入される。スカイに加入している北アイルランドの住民はITVと同じ番組の多くをITVより先に放送するTV3ではなく、RTÉ1と2とTG4を視聴できる。
ギリシャ、ノルウェー、ポーランド、またはアラブ世界の衛星解読カードを使用して、一部のパブがそれらの国の衛星テレビ放送のイギリスのサッカー試合の放送を受信することは、イギリスではますます一般的になりつつある。あるいは、スクランブルされた信号の海賊解読を可能にするカードを使用することもある。そのようなカードは、通常イギリスで入手可能なスカイのカードよりもはるかに安価である(公開ライセンスのために追加料金を請求する)。しかし、スカイはこれを行う人々に対して民事及び刑事訴訟を提起し、グレーカードに関連した最近の2件の事例が、欧州司法裁判所に提出された 。グレーカードのサプライヤーとカレン・マーフィーは、欧州司法裁判所で勝訴した。裁判官は、競争と商品やサービスの自由な移動に関するEUの法律に違反しているため、権利所有者は地域独占で許可することはできないと裁定した。しかし、この判決により国内の視聴者は外国の衛星サービスに加入することができる一方で、パブはプレミアリーグのような権利者からコンテンツを放送する許可が必要な場合がある。これは、ブランディングのような放送の特定の要素が著作権で保護されているためである。問題は今、イギリスの法律に判決を組み込むために高等裁判所に委ねられている
今この問題について2つの高等裁判所判決が下された。キチン裁判官は、QC Leisureや外国の衛星システムの他のサプライヤーは、サッカーの試合のブランディングなどの著作権の要素が公共の場所で放送されるのを防ぐことができれば、事業を継続できると判断した。プレミアリーグは外国の衛星システムを介して試合のブランディングを示したライセンシーの訴追を追求することが出来る。カレン・マーフィーは、欧州司法裁判所の判決に続き高等裁判所でも勝訴判決を得た。スタンリー・バーントン裁判官の判決では、マーフィーが最も安価な外国の衛星プロバイダーの視聴カードを買えるようになったが、キチン裁判官の判示によりマーフィーは海外の衛星システムを介してパブで試合を見せることができない。顧客がEUの国から外国の視聴カードを購入し領土外で使用することはもはや違法ではない。

### 携帯電話
1990年に携帯電話用の国際的な基準「GSM(2G)」が生まれたことで携帯電話業界のグレーマーケットの誕生を促した。携帯電話への世界的な需要が高まるにつれ並行輸入市場の規模も拡大していき、今日では全ての携帯電話の30%以上がグレーマーケットを通じて取引されており、市場は成長し続けている。正確な販売量を定量化するのは不可能であるが、一部情報源では 毎日50万以上の携帯電話がグレーマーケットを介して正規流通チャンネル外で購入・販売されていると示唆している。
非常に活発な携帯電話グレーマーケットの背景にある原動力は、為替変動、顧客需要、製造メーカーの方針、価格変動などがある。 グレーマーケットのトレーダーが、正式な発売の数カ月前に市場で販売することは珍しくなく、iPhone 4の販売時にも国際的なグレーマーケットのトレーダーがアップルの小売価格でiPhoneを大量購入し、その製品が入手できなかった国に出荷し大幅な利ザヤを加えた価格で再販売したという例がある。

### コンピューターゲーム
Valveの「Steam」などのオンラインコンテンツ配信システムからの一部のゲームの購入には、アカウントに紐づけるため単に正当なライセンスキーを入力する必要がある。2007年、『The Orange Box』の発売の後、Valveは地域限定のライセンスの完全性を維持するために地域外の消費者が購入したライセンスキーをアカウントと共に無効にした。この措置はより安価に販売する市場の小売業者を通じてOrange Boxを購入することでSteamのソフトウェア利用許諾契約を回避した北米の消費者達からの苦情を生んだ
地域制限により、ゲーム機とそのゲームはグレーマーケットでしばしば取引され、一部のゲーマーによってモデリングの代替手段として選ばれることがあった。 この理由は、一部の市場でゲーム機が発売されていないことからゲーム機の望まれていたゲームが販売されていない市場と多岐にわたっていた。
PCコードストリップは、箱入りのPC製品を安価に大量に購入するプロセスである。手作業でボックスを開封し、中に入っているアクティベーションコードを取り出し、コードをデータベースに入力する。アクティベーションコードはオンラインでダウンロードキーとして販売され、物理的な製品は破棄される。

### エレクトロニクス
エレクトロニクス(電子機器)においてもグレーマーケットは存在しており、小売業者は、価格が安い地域や消費者にとってより好まれる地域デザインの地域から商品を輸入し、その後、製造メーカーの販売価格がより高価な地域で商品を販売する。オンライン小売業者は、製品がより低価格で販売されている地域からのグレーマーケット輸入を使用し、地域のバイヤー制限なしで再販売することによって、様々な国の価格格差を利用することがしばしばある。タオバオやEbayなどのWebサイトでは、異なる機能またはより安いコストで外国地域用に設計された製品を並行輸入で購入することができる。写真機器などのエレクトロニクスのグレーマーケットはシンガポールのような重税が課されている国で盛んであり、ディーラーは低課税国から直接輸入し低価格で販売し、製品メーカーの認定を受けた地元流通業者と競争している。通称「グレーセット」は、製造メーカーが希望する小売業者から購入した製品に酷似している。並行輸入品の写真レンズまたはフラッシュユニットは、提供される保証が異なるだけの場合が多く、グレーセットが別の国向けに製造されているため、写真機器メーカは国際保証の代わりに現地の保証を提供することがあるが、現地保証ではグレーセットは製造元への保証請求の対象外となっている。そのような現地保証の性質上、グレーセットの輸入者は、通常製造業者のサービス拒否を補うために独自の保証制度を提供している。グレーセットは特に公的輸入とは異なっておらず、同じように見え、機能する。レンズが琥珀色に塗装された60年代と70年代のカメラ販売の黎明期では、日本の機器の香港、シンガポールでは、輸入業者からの往々にして相当量の税金を迂回してヨーロッパの店舗窓口に商品が運ばれた。世界市場での価格設定とインターネットはこれを大幅に排除した。キヤノンは、米国では「Rebel」、それ以外では「EOS xx0 / xx00」といったDSLRカメラの名前を付けているが、アメリカの低価格商品が売上は低速だがより高い利益を達成できるヨーロッパに到達するのを防ぐ狙いがある。

### マイレージサービス
マイレージサービスの売買または物との交換はほぼすべての大手航空会社によって禁止されているが、一部のマイレージサービスプログラムには承認された手段が存在する 。マイレージサービスの無許可交換はいくつか存在しグレイマーケットの主な例となっている。

### 乳児用調製粉乳

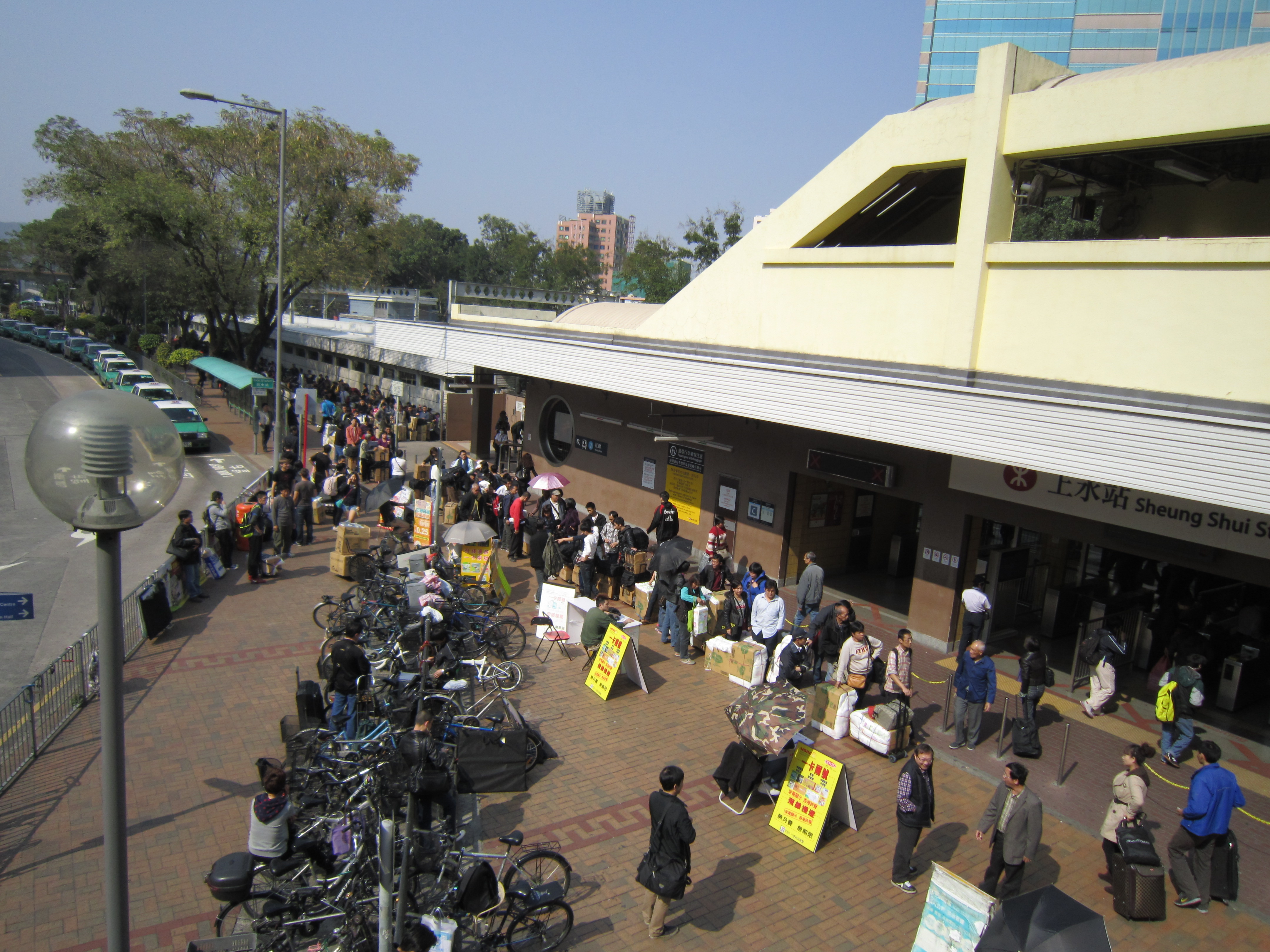
調製粉乳の運び屋が香港の上水駅の外で待ち行列に並んでいる

2008年の中国のミルク騒動以降、中国の親達が地元生産の乳児用調製粉乳への信頼を失ったことで、欧州、日本、米国の調製粉乳の需要が生まれた。これらの国々からの調製粉乳の輸入制限により親は外国ブランドに対し割り増し料金で買おうとしていたので、香港に渡り店頭で調製粉乳を購入し、深圳市まで運びまた香港に戻って購入するというプロセスを繰り返す調製粉乳の運び屋の出現につながった。この運び屋の影響で香港における調製粉乳の不足が発生したことから香港自治政府は一回の旅行につき一人二缶までの輸出制限を課すことを余儀なくされた 。自治政府による規制の影響で今度はオーストラリアで不足が起き 、調製粉乳の生産メーカーは英国の小売業者に対し調製粉乳が後に中国へ輸出されるという証拠があるときに、購入を二缶までに制限するように求めた
2017年の記事では、香港消費者協会のチーフ・エグゼクティブであるギリー・ウォンが、乳児用調製粉乳の市場を動かす基本的な要因について論じており、乳児用調製粉乳メーカーは、商品パッケージに「DHA成分」を配合していると主張しその文の近くに「あなたの赤ちゃんの免疫力と抵抗力を強化する」と表記することで両者が関係があるかのようにみせているが、科学的証明が確立されていないことや、 ギフトや無料サンプルを提供するなどのマーケティング活動を行っていると述べた。ウォンは、職場や公共の場所での特別な母乳育児室、10週間以上の産休、公共の場での母乳育児に対するより協力的な態度など、母乳育児をより容易に達成できるようにする社会的要因がないことも指摘している 。2014年に香港で新しい母親の27%が4ヶ月間まで乳児の母乳育児をしていた

### 医薬品
一部の処方薬、とりわけ一般的でブランド化された薬は、輸送コストと比較して非常に高価となる。さらに薬価は特に政府の価格介入の結果として国によって大きく異なる可能性がある。その結果、医薬品のグレーマーケットでは、特に米国よりも米国製医薬品の価格を大幅に下げることが多いカナダと米国との国境及びヨーロッパで盛んである。

### 株式市場の証券
米国証券取引所や店頭取引市場で上場、取引、値付けされていない公開企業の証券は、グレーマーケットを介して店頭取引（OTC）で購入または販売されることがある。グレーマーケットの証券には、株式相場を提示するマーケットメーカーは存在しない。グレーマーケットの証券は業者間の相場システムなどでは取引または値付けされず投資家の売買が中央に集められることはないため市場の透明性が損なわれ、注文の効果的な実行が難しい

### 教科書
大学レベルの教科書にもグレーマーケットがあり、出版社は教科書を発展途上国や時々英国にも低価格で販売する
これらの書籍には輸入は許可されないという免責条項が普通は含まれているが、合衆国高等裁判所の「Quality King v. L'anza 」(1998)での決定や特に「Kirtsaeng v. John Wiley & Sons, Inc.」 (2013、タイから教科書を米国に輸入しeBayで販売) では「ファーストセール・ドクトリン」に基づいた著作物の輸入は保護されるとした。

## 企業による対応
グレーマーケットに最も反対する当事者は、通常は許可を受けた代理店または輸入者、または対象市場の商品の小売業者である。多くの場合、それらの企業は製造元または関連会社の国内子会社である。その結果としての利益と評判への損害に対応して、製造メーカーとその公式の流通チェーンはしばしばグレーマーケットを制限しようとするが、このような対応は特に欧州連合における競争法(独占禁止法)に違反する可能性がある。製造メーカーまたは販売ライセンスを受けた企業は、しばしばグレーマーケットに対して商標またはその他の知的財産権の法律を行使しようとする。そのような権利はグレーマーケットの商品の輸入、輸入商品の販売および(または)広告に対して行使することができる。2002年、リーバイスは4年に及ぶ訴訟の後、英国のスーパーマーケットのテスコがグレーマーケットのジーンズを販売する事を阻止した 。しかしながら、そのような権利は制限されることがあり、例として米国の「ファーストセール・ドクトリン」やEUでの知的財産権の消尽のドクトリンがある。
グレーマーケットの商品の広告がGoogleやeBayまたはほかの正当なウェブサイトに掲載されていた時は商標または著作権法を侵害しているとして広告の撤去申請が出される可能性がある。この措置は司法の関与なく直接行うことができる。例を挙げればeBayはそのような商品のリスティング広告を排除しており、購入と使用が違法ではない国においても同様の措置が取られる。製造メーカーはグレーマーケット商品を取引する流通業者及び小売業者への商業製品などの供給拒否や、価格が低い市場への供給を制限することもできる。 製造メーカーは非グレーマーケットにおけるより高い価格は、製造業者が製品価格をコントロールしているからではあるが、高レベルのサービスの提供を反映したものであるため、グレーマーケットから購入した商品の保証を拒否することができる。あるいは、グレーマーケット商品が最終的に流通業者または販売店から販売される第三国から流用されたものではなく、意図された輸入国の製造業者の子会社からのみ保証サービスを提供することができる。グレーマーケットへのこの対応は、電機製品で特に顕著である。流通や包装に関する地元の法律（または顧客の要求）（例えば、ラベルの言語、測定単位、食品に関する栄養開示など）や特定の商品の国家標準認定制度もグレーマーケット対策に利用され得る。
製造メーカーはグレーマーケットの輸入品を区別できるようにするために、たとえ商品の機能が同じであっても異なる国の場合同じ商品に異なるモデル番号を付与する可能性がある。製造業者はサプライヤーコードを使用して、類似のグレーマーケットの輸入品の追跡を可能にすることもできる。 並行輸入市場の業者は、サプライヤーの特定を避けるために、よく製品のデコード(ロット番号を削るなど)を行っている。米国では、裁判所はデコードが合法であると判断しているが、メーカーやブランドの所有者は、デコードで特定の商標が毀損されているか、製造メーカーの品質管理の実施能力が取り除かれていることを証明できた場合はその限りではない。たとえば、デコードによって製品またはブランドのロゴが破損していたり、ロット番号が削除されたことで製造元が欠陥のあるロットのリコールができなくなったりした場合である。
2015年10月25日からニューヨーク東地区裁判所で始まった訴訟「キヤノンUSA対複数の小売業者」事件(事件番号 2:15-cv-6019 とNo. 2:15-cv-6015)は早くても2016年までは審理が行われることはないが、商標権の侵害がベースである。原告は被告人の小売業者が偽造シリアルナンバーをキヤノンのデジタルSLRカメラに適用し、二流(キヤノンではない)の保証書やアメリカの認証規定に適合しない偽造バッテリーと充電器と共に販売したと主張した 。キヤノンアメリカは「この裁判が進行するにつれ明らかになるキヤノンアメリカの知的財産権と他の権利の更なる侵害」に対する損害賠償請求の権利を留保している。
DVDリージョンコードの開発及びゲームなど他のメディアにおける同等の地域制限技術は、国の市場間での商品の流れを制限することで、成長するグレーマーケットと効果的に戦う技術的特徴の例である。これにより、映画スタジオや他のコンテンツクリエイターは、同じ製品を別の市場でより高い価格で販売することや、あるいは一定の期間一部の市場への商品販売の保留などが可能になる。

### 反対
消費者擁護団体は、消費者に対する差別（どこに住んでいるかで同じ商品に高い価格を課すこと）が、企業側の不公平かつ独占的な行動であると主張している。 政府は、市民が他の市場からより安い価格で商品を購入することを防止する法律の制定を求められているが、市民の利益になるか明らかではないため民主主義国の多くの政府は、DVDのリージョン制限のような反競争的な技術を保護しないことを選択している。
ブラックマーケットとは異なり、グレーマーケットは違法な商品が流通することはなく、不正行為を促進することもない。このことでグレーマーケットはほとんどのイデオロギー的傾向から支持を得ている。 社会的差別の反対派の急進的自由主義者は、一般的に私的財産は社会の大部分を圧迫していると主張しグレーマーケットに対する議論の基礎をなす知的財産の考えそのものに反対している。企業金融システムの支持者は、知的財産権の行使が「構成努力の減少」につながると主張している